# تاماداو ماره
تاماداو ماره (به لاتین: Tămădău Mare) یک سکونتگاه مسکونی در رومانی است که در شهرستان کالاراشی واقع شده‌است.